# Spathipheromyia auriceps
Spathipheromyia auriceps är en tvåvingeart som först beskrevs av Stein 1911.  Spathipheromyia auriceps ingår i släktet Spathipheromyia och familjen husflugor. Inga underarter finns listade i Catalogue of Life.